# L'astronomia popolare
L'astronomia popolare (Astronomie populaire) è un saggio del francese Camille Flammarion, astronomo e divulgatore scientifico. Si tratta, come dice il sottotitolo a pag. iii, di una "descrizione generale del cielo" noto all'epoca della stesura (1880).
La prima edizione italiana, a cura della Casa editrice Sonzogno, Milano, Stabilimento Grafico Sonzogno, è del 1885.

## Contenuti
Il volume si articola in sei "libri":
- Libro I - La terra
- Libro II - La luna
- Libro III - Il sole
- Libro IV - I mondi planetari
- Libro V - Le comete
- Libro VI - Le stelle

In forma estremamente didattica e discorsiva Flammarion enuncia i principi e le conoscenze della scienza astronomica con rigore e completezza. Vanno ovviamente considerati i limiti posti dagli strumenti a disposizione nel XIX secolo. Ad esempio, non è menzionato Plutone, scoperto solo nel 1930 dallo statunitense Clyde Tombaugh.
Queste sono le parole di esordio del Libro primo:
Non è ella forse aggradevol cosa l'esercitare l'intelletto nella contemplazione dei grandi spettacoli della natura? Non è egli utile altresì il sapere almeno sopra che cosa noi camminiamo, qual posto occupiamo in mezzo all'Infinito; che cosa è questo Sole, i cui raggi benefici suscitarono e conservano la vita sulla terra, quale è il cielo che ci circonda, e che nome e che relazioni tra loro hanno le numerose stelle che nell'oscura notte diffondono nello spazio la loro luce tranquilla e silenziosa?
Orbene, questa conoscenza elementare dell'universo, senza cui noi vegeteremmo, a guisa di piante, in una apatica ignoranza delle cause di cui subiamo perpetuamente gli effetti, noi possiamo acquistarla, non solo con lieve fatica, ma anzi con un piacere sempre crescente.»